# سولفید بور
سولفید بور (به انگلیسی: Boron sulfide) با فرمول شیمیایی B۲S۳ یک ترکیب شیمیایی است. که جرم مولی آن 117.80 g/mol می‌باشد. شکل ظاهری این ترکیب، بلورهای بی‌رنگ است.